# Акваріум в морі
«Акваріум в морі» (повна назва: «Акваріум в морі. Історія Нью-Йоркської групи поетів», англ: «An Aquarium in the Sea. The Story of the New York Group of Poets») — український повнометражний документальний фільм 2016 року режисера Олександра Фразе-Фразенка. Фільм є третьою частиною циклу «Поети».

## Сюжет
«Акваріум в морі» розповідає історію видатного явища української поезії ХХ ст., Нью-Йоркської групи. Дійовими особами фільму є: поети НЙГ (Юрій Тарнавський, Богдан Бойчук, Богдан Рубчак, Женя Васильківська, Марія Ревакович, Олег Коверко, Жорж Коломиєць, а також Емма Андієвська), дослідники їхньої творчості (Григорій Грабович, Андрій Дрозда), поети-вісімдесятники (Василь Махно, Юрій Андрухович, Віктор Неборак), композитор Леонід Грабовський, архітектор Тит Геврик, видавець антології НЙГ Василь Ґабор. У фільмі є художні сцени, в яких виникає персонаж в класичному костюмі, чорному капелюсі та з паперовою головою (якого режисер стрічки називає Paperman), його роль виконують поет і менеджер OFF Laboratory Юрій Кучерявий та сам режисер стрічки Олександр Фразе-Фразенко.
Сюжет розгортається від самого початку історії групи, від знайомства Юрія Тарнавського й Богдана Бойчука, та заснування групи в 1953 році. Хронологічно складені основні події в історії групи формують головну сюжетну лінію, яка має відгалуження: оповіді про життя членів групи. Майже третину фільму складають авторські поетичні читання членів групи, які є унікальними з огляду на те, що раніше ніколи не були зафільмовані. Також фільм наповнений архівними матеріалами, фотографіями, радіозаписами, зробленими в шістдесятих роках.

## Зйомки
Зйомки фільму розпочалися в середині жовтня 2014 року в Києві. Олександр Фразе-Фразенко взяв інтерв'ю в одного з засновників НЙГ Богдана Бойчука, частина зйомок в його київському помешканні тоді побачили світ у фільмі «Богдан Бойчук читає вірші». Тоді ж були зафільмовані інтерв'ю з Віктором Небораком та Василем Ґабором. В той самий час кіностудія «OFF Laboratory» на своїй офіційній сторінці в Facebook оголосила про початок зйомок фільму про НЙГ. Це сталося через місяць після гучної прем'єри попереднього фільму режисера «Чубай». Студія почала підготовчий процес, який тривав до весни 2015 року. Тоді ж до підготовчого процесу були залучені НТШ-Америка й Василь Махно, з яким Олександр Фразе-Фразенко в той самий час почав працювати над фільмом «Дім на сімох вітрах». Протягом весни 2015 року тривають зйомки у США, в таких містах: Нью-Йорк, Вашинґтон, Чикаґо, Нью-Джерзі, Філадельфія, Бостон, Кембридж, Вайт Плейнз, Бунтон. За цей час були записані всі основні інтерв'ю для фільму, зйомки краєвидів американських міст та місць групи, архівна робота.

## Походження назви
Назва фільму походить від назви відомого есею Юрія Тарнавського «Акварій у морі. Про минуле й сучасне Нью-Йоркської групи», написаного для Віртуальної антології поезії Нью-Йоркської групи.

## Прем'єрні покази
Прем'єра трейлеру відбулася 30 січня 2016 року на офіційному каналі YouTube Олександра Фразе-Фразенка.
Європейська прем'єра фільму відбулася навесні у Вроцлаві 2016 року, в рамках Місяця Львова у Вроцлаві. На прем'єрі були режисер Олександр Фразе-Фразенко та продюсери Василь Махно й Ольга Фразе-Фразенко. Фільм був показаний в розширеній версії на 130 хвилин, яка більше ніде пізніше не показувалася. Деякі особливо гості сцени, як от відносини НЙГ та поетів шістдесятників, або питання антисемітизму серед української еміграції, були вилучені з наступної версії фільму
В серпні відбулася американська прем'єра в місті Гантер, штат Нью-Йорк, на якій вперше за 60 років зібралися всі основні учасники Нью-Йоркської групи: Юрій Тарнавський, Богдан Бойчук, Богдан Рубчак, Женя Васильківська, Олег Коверко, також на прем'єрі були інші учасники фільму: Василь Махно, Леонід Грабовський, Григорій Грабович та режисер Олександр Фразе-Фразенко. Постер з цього історичного показу з автографами всіх учасників висить у вестибюлі НТШ в Нью-Йорку, навпроти портретів президентів НТШ.
Українська прем'єра фільму, яка відбулася у вересні у Львові, супроводжувалася грандіозним тижневим фестивалем, організованим продакшн-студією OFF Laboratory, під назвою «Велике повернення Нью-Йоркської групи». На запрошення OFF Laboratory на фестиваль прибули засновники НЙГ Юрій Тарнавський та Богдан Бойчук, а також дружина Богдана Рубчака, Мар'яна Рубчак. Фестиваль складався з лекторію (низка лекцій про творчість НЙГ) в Інституті літератури, з циклу поетичних читань, які відбувалися в Фільм-центрі та в Театрі Леся Курбаса. Саме українська прем'єра фільму відбулася в кінотеатрі «Коперник» за участі всіх учасників фестивалю Великого повернення. OFF Laboratory тоді ж пообіцяли створення фільму про Велике повернення НЙГ, всі акції якого фільмувалися. Ця подія стала останньою публічної появою Богдана Бойчука, який помер 10 лютого 2017 року.
Впродовж 2016 та 2017 років фільм має прокат у кількох основних містах східного узбережжя США.
25 грудня 2017 року відбулася інтернет-прем’єра фільму на офіційному YouTube-каналі режисера.

## Книга
23 січня відбувся спеціальний показ «Акваріума» в історичному кіно-театрі Бреттл, в Кембриджі за участі Юрія Тарнавського, Григорія Грабовича, продюсерки Ольги Герасимів та режисера Олександра Фразе-Фразенка. Показ був присвячений поету НЙГ Жоржеві Коломийцю, який помер 2 січня 2017 року. На показі була представлена книга про фільм «An Aquarium in the Sea. The Complete Script», видана взимку 2017 року в Harvard Book, в перекладі Ольги Герасимів. Книжка містить повний текст фільму англійською мовою, всі вірші з фільму українською та англійською, передмову Олександра Фразе-Фразенка та вступне слово Орини Грушецької-Шифман, яке було виголошене 19 листопада 2016 в Українському інституті модерного мистецтва в Чикаґо.